# Indent (유닉스)
indent(인덴트)는 유닉스 프로그래밍 도구로, C 및 C++ 코드를 사용자 정의 들여쓰기 방식 및 코딩 스타일에 따라 재포맷하는 유틸리티이다. C++ 코드에 대한 지원은 최소화되어 있다.
indent의 원본 버전은 1976년 11월 일리노이 대학교의 데이비드 윌콕스에 의해 작성되었다. 1982년 10월 4.1BSD에 통합되었다. GNU indent는 짐 킹던이 1989년에 처음 작성했다. 이 명령어는 일반적인 GNU 유닉스 계열 유틸리티의 Win32 포트의 네이티브 컬렉션인 UnxUtils의 일부로 마이크로소프트 윈도우용 별도 패키지로 제공된다.

## 사용 예시
다음 명령어
```
$
 
indent
 
-st
 
-bap
 
-bli0
 
-i4
 
-l79
 
-ncs
 
-npcs
 
-npsl
 
-fca
 
-lc79
 
-fc1
 
-ts4
 
some_file.c

```

는 some_file.c를 BSD/올맨 스타일과 유사한 스타일로 들여쓰기하고 결과를 표준 출력으로 내보낸다.

## GNU indent
GNU indent는 GNU 프로젝트의 indent 버전이다. 기본적으로 다른 들여쓰기 스타일인 GNU 스타일이 사용된다.